# 儀禮 (香港大學校長)
儀禮爵士，GCMG，PC（英語：Sir Charles Norton Edgecumbe Eliot，1862年1月8日—1931年3月16日），英國外交官、殖民地行政官和學者，香港大學第一任校長。

## 生平
生於英國牛津郡西福特高爾（Sibford Gower）。早年就讀於切爾滕納姆書院和牛津大學貝利奧爾學院。畢業後加入英國外交部，曾派駐俄國（1885年）、摩洛哥（1892年）、土耳其（1893年）和美國華盛頓哥倫比亞特區（1899年）。1900年獲冊封為爵士，出任英國駐東非保護國專員和總領事。1904年辭職。1905年成為英國谢菲尔德大学第一任校長。1912年至1918年出任新成立的香港大學校長。1924年獲香港大學頒授名譽法學博士。
1918年，出任西伯利亞高級專員和總領事。1919年，任英國樞密院樞密院顧問，同年上任英國駐日本大使。1920年到達日本。1923年頒授聖米迦勒及聖喬治爵級大十字勳章。1925年12月12日獲選為帝國學士院客員。儀禮於1926年退休，但仍留在奈良研究佛學。由於生病，他決定返回英國，但於1931年3月16日病死在回國途中，隨即在馬六甲海峽海葬。他一生沒有結婚。

## 以他命名的事物
- 儀禮堂 （Eliot Hall）
- 多變美麗海蛞蝓（英语：Chelidonura varians）